# Erigoninae
Erigoninae – największa podrodzina w obrębie rodziny osnuwikowatych (Linyphiidae). Liczy ponad 2000 gatunków.

## Przykłady
- plądrownik osobliwy (Walckenaeria acuminata)